# Sabot d'argent
Pour plus de détails, voir Fiche technique et Distribution.
Sabot d'argent (en russe : Серебряное копытце) est un film d'animation soviétique réalisé par Guennadi Sokolski sorti en 1977. Le scénario est adapté d'après le conte éponyme de Pavel Bajov,.

## Synopsis
Un vieil homme nommé Kokovania n'avait pas de famille, alors il a décidé d'adopter une orpheline et est allé dans la maison où elle vivait. La famille a accueilli Kokovania ; il s'est approché de la jeune fille et a entamé une conversation avec elle. La jeune fille a été très surprise que le vieil homme ait deviné son prénom - Darionka. Elle l'a trouvé gentil et l'a suivi sans hésitation, emmenant le chat Murionka avec elle. Kokovania a raconté à Darionka l'histoire de faon magique au sabot d'argent sur sa patte avant droite. Lorsque le faon frappait le sol, les pierres précieuses jaillissaient sous son sabot. Darionka n'arrivait pas à croire qu'une telle bête existait réellement, mais un jour le faon s'approcha très près de leur maison ; la première fois, Darionka ne l'a pas vu frapper du sabot, mais la deuxième fois, une pluie de pierres précieuses a inondé le toit de la hutte de Kokovania. Toute la nuit, Kokovania, Darionka et le chat Murionka ont regardé ce miracle.
Et plusieurs années plus tard, à l’endroit où se trouvait la cabane de Kokovania, des gens trouvaient des pierres, confirmant que tout cela s’était réellement produit.

## Fiche technique
- Titre : Sabot d'argent
- Titre original : Серебряное копытце
- Réalisation :	Guennadi Sokolski
- Photographie : Mikhaïl Drouïan
- Scénario : Guenrikh Sapguir
- Musique : Vladimir Martynov
- Direction artistique : Natalia Orlova (ru)
- Animateurs : Violetta Kolesnikova (ru), Aleksandr Mazaïev (ru), Valeri Ougarov (ru)
- Son : Vladimir Koutouzov
- Rédaction : Tatiana Paporova (ru)
- Montage : Natalia Stepantseva
- Producteur exécutif : Lioubov Boutyrina
- Studio de production : Soyuzmultfilm Studio
- Pays de production :  Union soviétique
- Langue : russe
- Durée : 9 minutes 35 secondes
- Année de sortie : 3 décembre 1977

## Distribution
- Piotr Vichniakov (ru) : narrateur